# Penisola Lochaniemi
La penisola Lochaniemi (in lingua russa Лоханиеми; in finlandese Lihaniemi) si trova nella parte settentrionale del golfo di Finlandia, in Russia. Amministrativamente fa parte del Vyborgskij rajon dell'oblast' di Leningrado, nel Circondario federale nordoccidentale. 

## Geografia
La penisola si trova nella parte settentrionale della baia di Vyborg e separa le baie Tichaja (бухта Тихая) e Medjanskaja (бухта Медянская).  Il punto più settentrionale è capo Južnoe Kop'ё (мыс Южное Копьё). Il rilievo della penisola è prevalentemente piatto, il suo punto più alto è di 35 m. Le coste sono frastagliate con grandi baie a nord e a ovest. La maggiore è la baia Samolanlachti (бухта Самоланлахти) che si apre a sud-ovest. La penisola è circondata da piccole isole, la maggiore delle quali è Stekljannyj (остров Стеклянный) che chiude parzialmente la baia Samolanlachti.